# Thomas Kraft
Thomas Kraft (Kirchen, 22 de julho de 1988) é um ex-futebolista alemão que atuava como goleiro.

## Carreira
Kraft começou a carreira no Bayern de Munique.